# بونة فتحي (شلال ودشتغل)
بونة فتحي (بالفارسية: بنه فتحعلی) هي منطقة سكنية تقع في إيران في قسم شلال ودشتغل الريفي. يقدر عدد سكانها بـ 37 نسمة .